# Gustavo Cochet

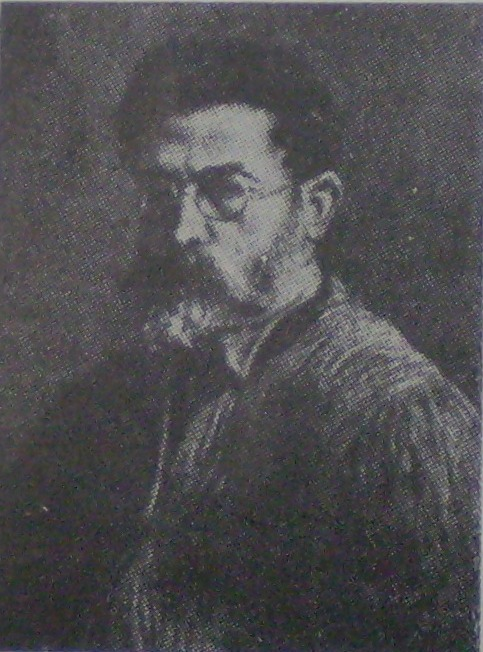
Autorretrato de Cochet

Gustavo Cochet (o Gustave o Gustau) (Carlos Pellegrini, 6 de mayo de 1894 - Funes, 27 de julio de 1979) fue un pintor, grabador y escritor argentino, con producción en Rosario, Funes (Argentina) y Barcelona (Cataluña).

## Primeros años
Su padre era un inmigrante francés, docente de escuela primaria rural en parajes entre Esperanza y San Jerónimo Norte (provincia de Santa Fe).
Su madre era argentina, y su abuela indígena.
Nació en la aldea Carlos Pellegrini, a 170 km al noroeste de Rosario (provincia de Santa Fe).
Transcurrió sus primeros años en el campo, haciendo la primaria. Su padre fue trasladado a la cercana Carlos Pellegrini y luego a Maciel (ambos en la provincia de Santa Fe). En este último pueblo, Cochet comienza a trabajar como aprendiz de telegrafista.
En 1912 dejó su casa paterna y se mudó a Rosario, para dedicarse a la pintura. Allí trabajó como telegrafista en el correo. Estudió con el pintor César Caggiano. En Buenos Aires conoce a Thibon de Libian y a Walter de Navazio (a quienes posteriormente reconocería como sus primeros maestros)
- 1915: viaja en barco hasta Barcelona (Cataluña).
- 1917: trabaja en diversos oficios, se emplea en el taller de restauración de Joseph Dalmau, marchante de la Galería Dalmau de Barcelona, que presentaba exposiciones de vanguardia, donde expusieron Pablo Picasso, Joan Miró, Joaquín Torres García e Isidro Nonell.

## Desarrollo profesional
- 1919: 1.ª exposición en Barcelona, en la galería Dalmau.
- 1920: se casa con la catalana Francisca Alfonso. Se radican en París.
- 1921: como ciudadano francés debe prestar servicio militar activo. Se incorpora al ejército.
- 1922: termina su servicio militar, y nace su primer hijo, Fernando.
- 1923: 1.ª Exposición en París en la galería Fabre. Comparte pintura con restauración. Expone repetidamente en la galería Barreiro, y en la galería Berheim. En Barcelona expone en las galerías Syra Layetanas, Busquets.
- 1927: expone en Bruselas. Nace su 2.º hijo Víctor (que sólo vive unos pocos meses).
- 1928: retorna a Barcelona. Expone en el Museo de Arte Moderno de Madrid, y en Bilbao y Perpiñán. Regresa solo a Rosario (su esposa Francisca y su hijo Fernando quedan en Barcelona). Expone en la galería "La Artística" de Pedro Diez. Luego de seis meses vuelve a Barcelona. Trabaja en el decorado de los pabellones de la Exposición Internacional de 1929.
- 1929: Regresa a París.
- 1931: nuevo viaje a Argentina, esta vez con su familia (Permanecerá tres años en Rosario).
- 1932: publica en Rosario la 1.ª edición de su libro Diario de un pintor, de editorial Luft.

## Guerra civil española
- 1934: regresa con su familia a Barcelona, tiene algunas estadas en París. Durante el gobierno de la Segunda República trabaja en la Confederación Nacional del Trabajo (CNT), perteneciente a la Federación Anarquista Ibérica (FAI).
- 1935: participación activa en la Federación Anarquista Ibérica dejando escritos y reflexiones sobre el papel de los artistas en la revolución.
- 1936: participa en la Guerra Civil Española hasta 1939. Realiza su colección de aguafuertes Caprichos describiendo el horror de la guerra.
- 1937: publica en plena guerra la 2ª edición de Diario de un pintor. Organiza una retrospectiva de su obra en Barcelona, en la Pinacoteca del Paseo de Gracia donde presenta una serie de doce xilografías tituladas Estampas populares y los 22 aguafuertes de la guerra que llama Caprichos. Escribe:

«Mis caprichos, como los de Callot y Goya, son el reflejo de los horrores de la guerra, sus miserias y angustias, como así las esperanzas y heroísmos de un pueblo que se repite en la historia y se repetirá siempre, mientras domine la maldad en los hombres».

## Regreso a la Argentina
- 1939: se exilia pasando a Francia. De allí es repatriado a Argentina, donde residirá definitivamente.
- 1941: lo nombran profesor de pintura en la nueva Escuela de Artes Plásticas de Santa Fe que dirige José Planas Casas. Vivirá en Santa Fe hasta 1946. Allí escribe el libro Entre el llano y la sierra, editado por Castellvó de Santa Fe en 1947. Sale la 3.ª ed. de su Diario de un pintor, por la editorial Conducta, de Leónidas Barletta.
- 1943: se celebran sus Bodas de Plata de pintor, organizándose una exposición en el Museo Provincial Rosa Galisteo de Rodríguez, con un catálogo muy ilustrado con sus cuadros y complementado con laudatorias de amigos (como Jacinto Castillo), pintores y críticos de arte. Publica El grabado, historia y técnica (editorial Poseidón).
- 1944: se publica 22 pintores de Julio E. Payró (editorial Poseidón). Allí se incluyen cuatro imágenes de obras de Cochet y un ensayo sobre su pintura.
- 1945: obtiene el Primer Premio Adquisición del Salón de Santa Fe. Publica un libro sobre Honoré Daumier, pintor y grabador francés del siglo XIX.
- 1947: vive en Rosario.
- 1948: es nombrado profesor adjunto de Ornato y Figura, en la Facultad de Arquitectura de la Universidad Nacional del Litoral. En 1953 es nombrado titular de la misma cátedra hasta el golpe de estado militar (1955). La editorial Castellvó de Santa Fe edita una 4.ª edición de Diario de un pintor.
- 1955: da clases en la Escuela de Bellas Artes de Pergamino (provincia de Buenos Aires), hasta 1963. Una calle de esa ciudad bonaerense lo homenajea.
- 1964: con su salud quebrantada, es intervenido y permanece internado por dos meses. Al regresar a su casa trabaja en una Naturaleza muerta.
- 1967: viaja con su esposa Francisca a España, permaneciendo tres meses. Recupera una considerable cantidad de pinturas de su período europeo.
- 1968: Francisca supera una enfermedad. Cochet escribe: «Siempre consideré a mi mujer algo así como a un ángel tutelar, bajo cuyo amparo en mi vida no hubo nunca desesperanza, pudiendo vencer toda adversidad. Ahora el solo pensar que pueda perderla me sume en espantoso temor de la soledad más absoluta».
- 1968: el Museo Municipal de Bellas Artes Juan B. Castagnino (de Rosario) lo homenajea a su regreso con una exposición retrospectiva. Se presenta también el libro Gustavo Cochet (Ed. Estudio Gráfico de Buenos Aires), de Mele Bruniard y Eduardo Serón y algunos pensamientos de Cochet seleccionados por Emilio Ellena. En la tapa una xilografía de Víctor Rebuffo, un gran grabador argentino, con un expresivo retrato del artista.
- 1969: numerosas muestras.
- 1973, 1975, 1977: muestras en galería Renom.
- 1978: galería Rubbers de Buenos Aires con sus cuadros de España, Francia y Argentina de 1924 a 1973, con prólogo de Rafael Squirru sobre Cochet, pintor y grabador.
- 1979: habiendo estado postrado algunos meses, fallece el 27 de julio en Funes (15 km al oeste de Rosario).[3]

## Museo
Descendientes del artista, vecinos, amigos (como Jacinto Castillo) y autoridades de la ciudad de Funes trabajan para finalizar la obra del museo Gustavo Cochet, en la edificación que fuera la casa del artista.